# Sheppardia
Sheppardia es un género de aves paseriformes perteneciente a la familia Muscicapidae.

## Especies
Contiene las siguientes nueve especies:
- Sheppardia bocagei — akelat de Bocage;
- Sheppardia cyornithopsis — akelat occidental;
- Sheppardia aequatorialis — akelat ecuatorial;
- Sheppardia sharpei — akelat de Sharpe;
- Sheppardia gunningi — akelat de Gunning;
- Sheppardia gabela — akelat de Gabela;
- Sheppardia aurantiithorax — akelat de Rubeho;
- Sheppardia montana — akelat de los Usambara;
- Sheppardia lowei — akelat del Iringa.